# 霍瑟姆 (澳大利亞國會選區)
霍瑟姆選區（英語：Division of Hotham），是澳大利亞維多利亞州的下議院選區，位於州府墨爾本東南郊。面積78平方公里。
選區始於1969年，因維州首任州督查爾斯·霍瑟姆得名。早期是自由黨的安全選區，現正變成工黨的安全選區。1990年以來的當區議員是西蒙·克林。2013年，由克萊爾·奧尼爾成功接棒，後來於2022年任內政部長。